# Mala Brda
Mala Brda este o localitate din comuna Postojna, Slovenia, cu o populație de 44 de locuitori.